# Eugène-François de Dorlodot
Pour les articles homonymes, voir Dorlodot.
Eugène-François de Dorlodot, né le 27 mars 1783 à Charleroi et mort le 18 avril 1869, est un maître de forges et homme politique belge, sénateur de 1850 à 1863. Il est le père d'Eugène de Dorlodot.

## Biographie
Eugène-François de Dorlodot est le fils d'Édouard Michel de Dorlodot, maître-verrier à Charleroi, et de Philippine de Beelen Bertholff.
En 1816 un décret Royal du 21 aout n°1133 l'autorise à s'établir en France à Anzin à l'âge de 33 ans.
En 1823 il fondera la verrerie d'en haut à Aniche avec Adrien Drion.

## Fonctions et mandats
- Bourgmestre d'Acoz : 1831-1869
- Sénateur par l'arrondissement de Charleroi : 1850-1863
- Administrateur de la Compagnie anonyme des Mines, Fourneaux, Forges et Laminoirs de la Sambre : 1857
- Administrateur de la S.A. du Chemin de Fer de Morialme à Châtelineau par la Vallée d'Acoz : 1857-1858

## Sources
- Le Parlement belge 1831-1894, p. 132.
- J. Stengers, J.-L. De Paepe, M. Gruman, Index des éligibles au Sénat (1831-1894), Brussel, 1975.